# Manchester (Michigan)
Manchester è un villaggio degli Stati Uniti d'America, situato nello Stato del Michigan, nella contea di Washtenaw.